# Gage County
Gage County ist ein County im Bundesstaat Nebraska der Vereinigten Staaten. Der Verwaltungssitz (County Seat) ist Beatrice, das nach Julia Beatrice Kinney benannt wurde, der Tochter eines Richters und ersten Präsidenten der Nebraska-Vereinigung, J. F. Kinney.

## Geographie
Das County liegt fast im äußersten Südosten von Nebraska, grenzt im Süden an Kansas und hat eine Fläche von 2227 Quadratkilometern, wovon 12 Quadratkilometer Wasserfläche sind. An das Gage County grenzen folgende Countys:
| Saline County              | Lancaster County | Otoe County, Johnson County             |
| Jefferson County           |                  |                                         |
| Washington County (Kansas) |                  | Pawnee County, Marshall County (Kansas) |

## Geschichte
Gage County wurde 1855 gebildet. Benannt wurde es nach dem Minister William D. Gage.
Im County liegt ein National Monument, das Homestead National Monument of America. 28 Bauwerke und Stätten des Countys sind im National Register of Historic Places eingetragen (Stand 9. Februar 2018).

## Demografische Daten

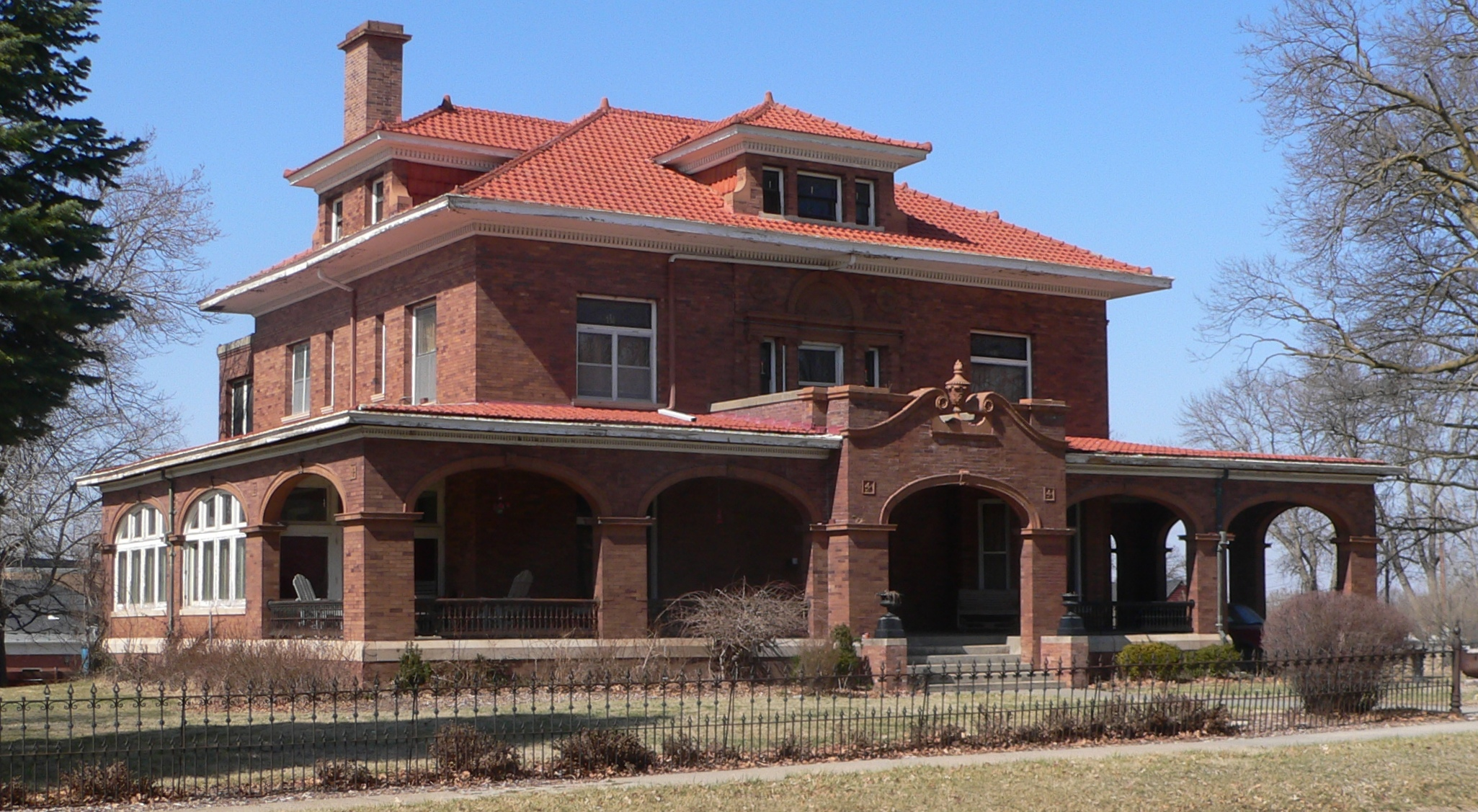
Samuel D. Kilpatrick House, gelistet im NRHP

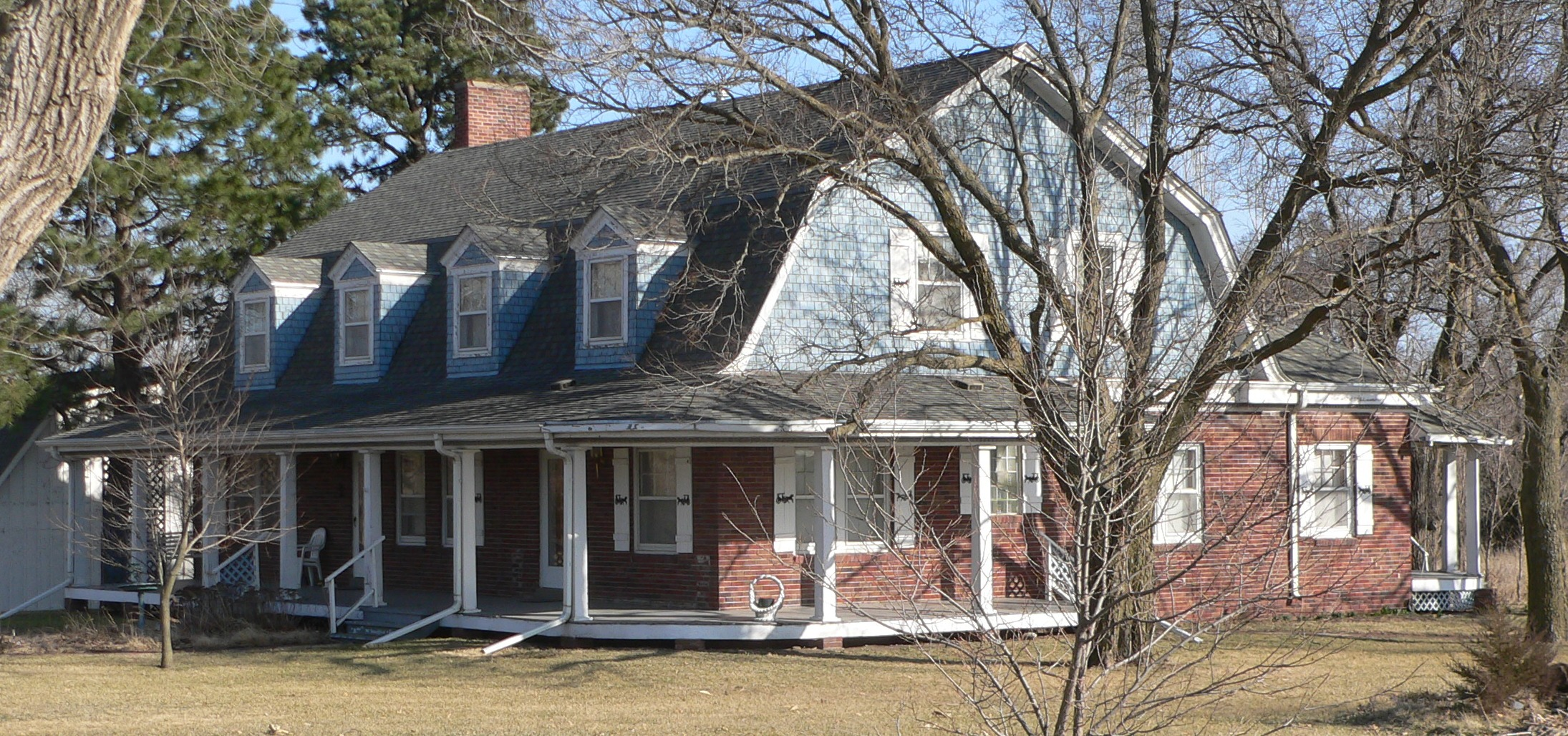
Institution for Feeble Minded Youth Farm, gelistet im NRHP

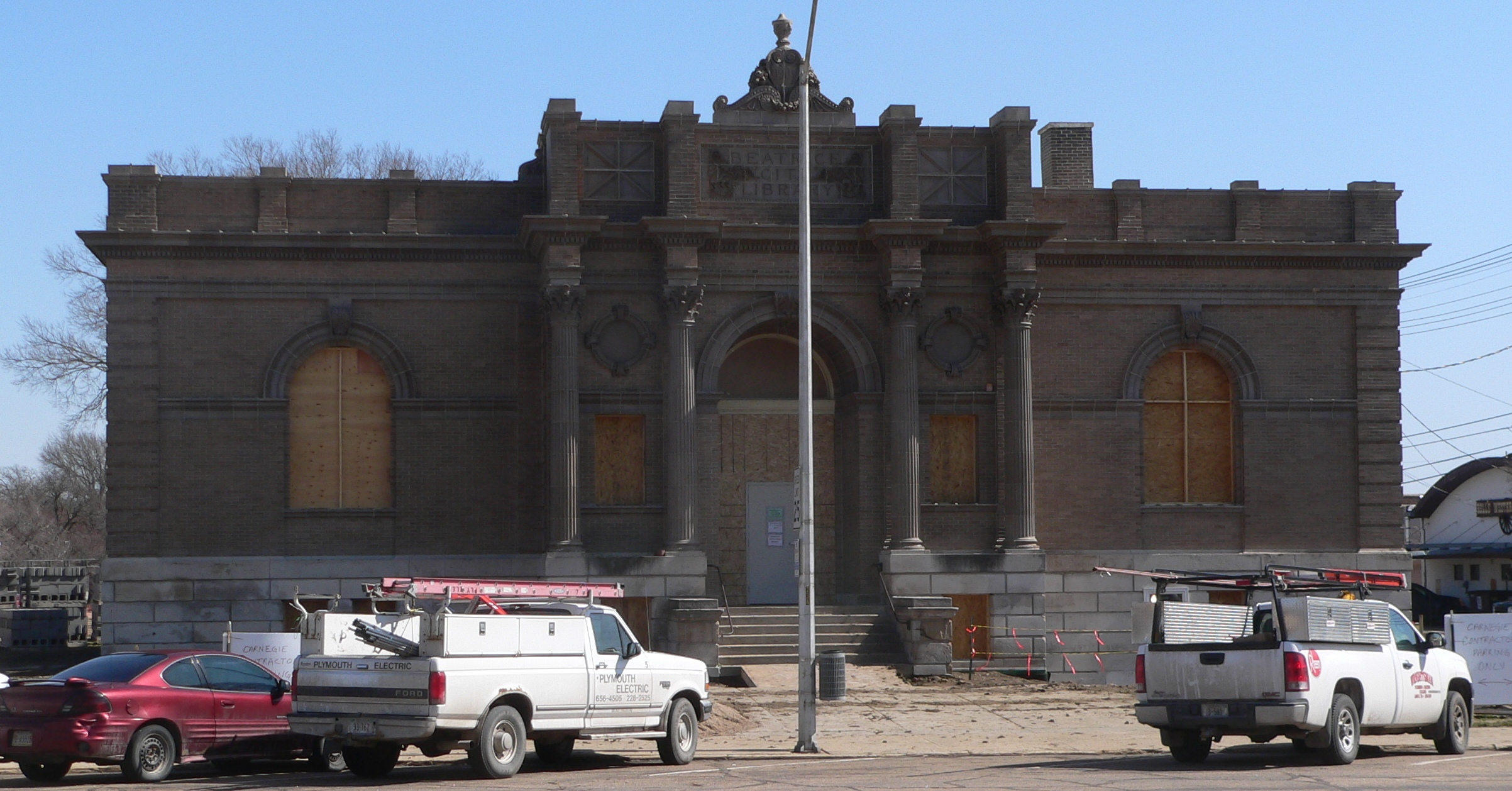
Beatrice City Library, gelistet im NRHP

Nach der Volkszählung im Jahr 2000 lebten im Gage County 22.993 Menschen in 9.316 Haushalten und 6.204 Familien. Die Bevölkerungsdichte betrug 10 Einwohner pro Quadratkilometer. Ethnisch betrachtet setzte sich die Bevölkerung zusammen aus 97,69 Prozent Weißen, 0,32 Prozent Afroamerikanern, 0,58 Prozent amerikanischen Ureinwohnern, 0,28 Prozent Asiaten, 0,03 Prozent Bewohnern aus dem pazifischen Inselraum und 0,26 Prozent aus anderen ethnischen Gruppen; 0,84 Prozent stammten von zwei oder mehr Ethnien ab. 0,85 Prozent der Bevölkerung waren spanischer oder lateinamerikanischer Abstammung.
Von den 9.316 Haushalten hatten 30,3 Prozent Kinder und Jugendliche unter 18 Jahre, die bei ihnen lebten. 56,7 Prozent waren verheiratete, zusammenlebende Paare, 7,1 Prozent waren allein erziehende Mütter, 33,4 Prozent waren keine Familien, 29,2 Prozent waren Singlehaushalte und in 15,0 Prozent lebten Menschen im Alter von 65 Jahren oder darüber. Die Durchschnittshaushaltsgröße betrug 2,36 und die durchschnittliche Familiengröße lag bei 2,91 Personen.
Auf das gesamte County bezogen setzte sich die Bevölkerung zusammen aus 24,0 Prozent Einwohnern unter 18 Jahren, 7,7 Prozent zwischen 18 und 24 Jahren, 26,3 Prozent zwischen 25 und 44 Jahren, 22,8 Prozent zwischen 45 und 64 Jahren und 19,2 Prozent waren 65 Jahre alt oder darüber. Das Durchschnittsalter betrug 40 Jahre. Auf 100 weibliche Personen kamen 94,1 männliche Personen. Auf 100 Frauen im Alter von 18 Jahren oder darüber kamen statistisch 91,4 Männer.
Das jährliche Durchschnittseinkommen eines Haushalts betrug 34.908 USD, das Durchschnittseinkommen der Familien betrug 43.072 USD. Männer hatten ein Durchschnittseinkommen von 29.680 USD, Frauen 21.305 USD. Das Prokopfeinkommen betrug 17.190 USD. 6,6 Prozent der Familien und 8,7 Prozent der Bevölkerung lebten unterhalb der Armutsgrenze. Davon waren 9,7 Prozent Kinder oder Jugendliche unter 18 Jahre und 8,0 Prozent waren Menschen über 65 Jahre.

## Orte im County
- Adams
- Badger
- Barneston
- Beatrice
- Blue Springs
- Clatonia
- Cortland
- Ellis
- Filley
- Glenover
- Hoag
- Holmesville
- Krider
- Lanham
- Liberty
- Odell
- Pickrell
- Rockford
- Virginia
- Wymore

Townships
- Adams Township
- Barneston Township
- Blakely Township
- Blue Springs-Wymore Township
- Clatonia Township
- Elm Township
- Filley Township
- Glenwood Township
- Grant Township
- Hanover Township
- Highland Township
- Holt Township
- Hooker Township
- Island Grove Township
- Liberty Township
- Lincoln Township
- Logan Township
- Midland Township
- Nemaha Township
- Paddock Township
- Riverside Township
- Rockford Township
- Sherman Township
- Sicily Township